# Reidar Andersen
Reidar Andersen   (Ringerike, 20 d'abril de 1911 - Oslo, 15 de desembre de 1991) va ser un saltador amb esquís noruec que va competir durant la dècada de 1930.
El 1936 va prendre part en els Jocs Olímpics de Garmisch-Partenkirchen, on guanyà la medalla de bronze en la prova de salt amb esquís, rere Birger Ruud i Sven Eriksson.
En el seu palmarès també destaquen tres medalles de plata aconseguides als campionats mundials d'esquí nòrdic de 1930, 1935 i 1937. Guanyà la competició de salts d'esquí del Festival d'esquí de Holmenkollen el 1936, 1937 i 1938. El 1938 va rebre la medalla Holmenkollen juntament amb el seu compatriota Johan R. Henriksen.